# Unterschallmunition

Akustische Geschossknallbeschreibung eines Überschallprojektils, idealisiert dargestellt für konstante Geschossgeschwindigkeit

Graphische Darstellung der Gasströmung beim Austritt eines Überschallprojektils aus einem Lauf

Unterschallmunition ist Munition, deren Projektile den Lauf einer Schusswaffe mit einer Mündungsgeschwindigkeit unterhalb der Schallgeschwindigkeit verlassen; also teilweise deutlich langsamer als 343 Meter pro Sekunde sind. Deshalb ist die Durchschlagskraft von Unterschallmunition geringer als die von Überschallmunition mit gleichschweren Geschossen. Der Vorteil von Unterschallmunition liegt darin, dass sie leiser ist, weil sie den Überschallknall vermeidet. Dennoch bleibt ein Schussknall deutlich hörbar, solange kein Waffenschalldämpfer verwendet wird.
Viele, vor allem ältere, Patronentypen für Pistolen und Revolver wurden bereits bei ihrer Entwicklung als Unterschallmunition ausgelegt, genügen aber in der Regel nicht mehr heutigen Anforderungen des polizeilichen und militärischen Einsatzes. Moderne Pistolen und Revolver verschießen daher größtenteils leistungsfähige Überschallmunition. Beim Abschuss entsteht dabei zusätzlich zum Mündungsknall ein lauter Geschossknall, der die Effektivität einer in bestimmten Einsatzfeldern nötigen Schalldämpfung vermindert. Für den Einsatz in schallgedämpften Waffen werden darum spezielle Unterschall-Laborierungen moderner Patronentypen gefertigt. Die Nachteile als Folge der geringeren Geschossgeschwindigkeit sind eine geringere Rasanz der Flugbahn, was unter Umständen eine Anpassung der Visierung nötig macht, und eine geringere Durchschlagswirkung durch die geringere Geschossenergie (bei gleich schweren Geschossen). Um trotz der begrenzten Geschossgeschwindigkeit von maximal 330 m/s eine möglichst hohe Geschossenergie zu erreichen, sind Projektile von Unterschallmunition in der Regel schwerer als die der Standardlaborierung. Da ein schweres Geschoss durch seine größere Trägheit dem Gasdruck der Treibladung einen höheren Widerstand entgegensetzt, kommen meist langsamer abbrennende Pulver zum Einsatz, um den Gasdruck in der Waffe im zulässigen Bereich zu halten.
Als Munition, die im Normalzustand nahe oder deutlich im Bereich der Unterschallmunition liegt, sind etliche (meist ältere) Patronen bekannt. Einige davon sind:
- .22 lfB (je nach Ausführung)
- 6,35 mm Browning
- 7 × 20 mm Nambu
- 7,65 mm Browning
- .380 ACP
- .45 ACP (je nach Ausführung)
- .45 Blaser

Speziell als Unterschallmunition entwickelte Patronen sind beispielsweise:
- .300 AAC Blackout
- 9 × 39 mm
- 12,7 × 55 mm SZ-130